# Birkerød
Birkerød este un oraș în Danemarca.